# Endozom
Endozom je set heterogenih membranom oivičenih kanala i vezikula koji se proteže od periferije do perinuklearnog prostora. Zastupljeni su u svim eukariotskim ćelijama i zauzimaju oko 1% njihovog volumena.

## Tipovi
Razlikujemo periferni i perinuklearni endozom. Perinuklearni ima vecu kiselost od perifernog zbog prisustva tranmembranskog proteina enzima ATP-aze iz granizne memambrane. ATP-aza obavlja aktivni transport H jona iz citosola u lumen organele. Dva su načina komunikacije između perifernog i perinuklearnog endozoma :
1. Periferni endozom se pomjera prema centralnom dijelu ćelije i postepeno sazreva .Pridruzuju mu se transportne vezikule iz Goldžijevog aparata, spajaju se sa hidrolitičkim enzimima i nastaje endolizozom. Daljim sazrevanjem i preobražavanjem razvija se lizozom.
2. Periferni i perinuklearni endozom i lizozom su posebni entiteti i komuniciraju preko transportnih vezikula. One iz Goldžija prenose lizozomalne enzime u prelizozom - završni stadijum sazrevanja, i tu počinje hidrolitička razgradnja pinocitotički unesenog materijala.

## Funkcija
Endosom je prihvatni i distributivni centar za produkte pinocitoze, a njegova membrana poseduje makromolekule koji omogucuju prepoznavanje i fuziju pinocitotičkih vezikula, deljenje unesenog materijala i usmeravanje prema njihovom odredištu kao i održavanje kisele reakcije u lumenu (pH = 5-6). Makromolekule i ekstracelularna tečnost se pinocitozom unose u endozom i razvrstavaju prema krajnjem odredištu.
Ligandi se odvajaju od receptora i usmjeravaju prema lizozomu gdje se dalje razgrade. Isti slucaj je i sa molekulama iz ekstracelularne tešnosti koji su bez receptora. Oslobođeni receptori se transportnim vezikulama vraćaju nazad u plazmalemu gde učestvuju u novom pinocitotičkom procesu. Receptori koji su ostali sa ligandima se šalju do lizozoma na dalju razgradnju ili se odvajaju u tranportne vezikule radi transcitoze.
Endozom ima ulogu u unošenju holesterola, gvožđa i EGF-a (celularni faktor rasta) u ćelije putem pinocitoze.